# プレザント・シェイド・オブ・グレイ
『プレザント・シェイド・オブ・グレイ』（原題：A Pleasant Shade of Gray）は、アメリカ合衆国のプログレッシブ・メタル・バンド、フェイツ・ウォーニングが1997年に発表した8作目のスタジオ・アルバム。

## 解説
バンド初のトータル・コンセプト・アルバムで、12部構成の組曲となっている。以後長年にわたりバンドに貢献していくベーシスト、ジョーイ・ヴェラ（元アーマード・セイント）が初参加したアルバムに当たる。
スティーヴ・ヒューイはオールミュージックにおいて5点満点中2.5点を付け「聴くのに根気がいる作品で、気の弱い人には向いていない」と評している。
本作リリース後のツアーでは全編が再現され、1998年4月のヨーロッパ・ツアーにおけるライブ録音は、同年10月発売のライブ・アルバム『スティル・ライフ』に収録された。

## リイシュー
2006年の再発盤には、本作のプロモーション・ツアーにおける本作の再現ライブを収録したボーナスDVD（ドイツ・ツアー及びハリウッド公演の模様を編集したもので、1998年に発売されたVHSと同内容）が付属した。また、2015年には3枚組CD + DVDという仕様の再発盤がリリースされており、CD2には本作の全編のライブ・ヴァージョン及びボーナス・トラック2曲、CD3にはデモ・ヴァージョン及び「パート2」のリミックス・ヴァージョン、DVDには1997年6月及び1998年4月に行われた本作全編のライブ映像と、1999年の「We Only Say Goodbye」のライブ映像が収録された。

## 収録曲
全曲ともジム・マテオス作。
1. パート1 - "Part I" - 1:54
2. パート2 - "Part II" - 3:25
3. パート3 - "Part III" - 3:53
4. パート4 - "Part IV" - 4:27
5. パート5 - "Part V" - 5:24
6. パート6 - "Part VI" - 7:28
7. パート7 - "Part VII" - 4:51
8. パート8 - "Part VIII" - 3:31
9. パート9 - "Part IX" - 4:46
10. パート10 - "Part X" - 1:19
11. パート11 - "Part XI" - 3:35
12. パート12 - "Part XII" - 9:18

### 日本盤ボーナス・トラック
1. パート2（リミックス・ヴァージョン） - "Part II (Remix Version)" - 4:41

## 参加ミュージシャン
- レイ・アルダー - ボーカル
- ジム・マテオス - ギター、ギターシンセサイザー
- マーク・ゾンダー - ドラムス、アディショナル・ボイス
- ジョーイ・ヴェラ - ベース
- ケヴィン・ムーア - ピアノ、キーボード
- テリー・ブラウン、ビル・メトヤー、リンゼイ・マテオス、Lydia Montagnese - アディショナル・ボイス